# Hedda Walther

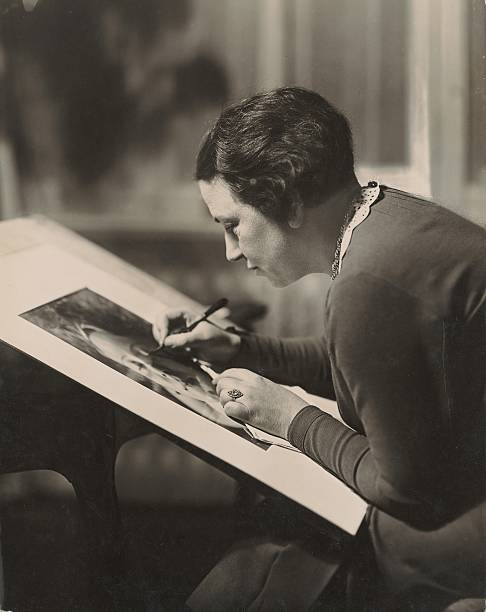
Hedda Walther bei der Positivretusche (1925)

Hedda Walther (* 13. September 1894 in Berlin als Hedwig Bertha Emma Gerhardt; † 21. November 1979 ebenda) war eine deutsche Fotografin.

## Leben
Hedwig Gerhardt war eine Tochter des Schneiders Hermann Gerhardt und dessen Ehefrau Emma Bertha Julie Gerhardt geb. Titze. Geboren wurde sie in der elterlichen Wohnung, Oppelner Straße 27 in der Luisenstadt. 1916 heiratete sie den Berliner Unternehmer Kurt Wilhelm Walther. 1915 kam ihre Tochter Sonja zur Welt, die als Sonja Georgi in den 1940er und 1950er Jahren ebenfalls eine bekannte Fotografin wurde. 1922 wurde die Ehe geschieden.

## Werk
Ihre Ausbildung als Fotografin erhielt Walther von 1918 bis 1920 an der Lehranstalt des Lette-Vereins in Berlin, 1924 und 1925 arbeitete sie als Assistentin von Bruno Wiehr in Dresden. 1925 kehrte sie nach Berlin zurück, wo sie ein Atelier für Kinderbildnisse in Westend eröffnete. Erste Fotografien von ihr erschienen in der Zeitschrift Qualität und der französischen Zeitschrift Journale de la Semaine. In Zusammenarbeit mit Paul Eipper entstand 1928 das sehr erfolgreiche Buch Tiere sehen dich an, durch das sie als Tierfotografin international bekannt wurde. Es folgten weitere Bände mit Paul Eipper mit dem Schwerpunkt auf Tieren. In ihren nahsichtigen Porträts von Zootieren fokussierte sie deren Gesichtsausdruck, beispielsweise bei einem Rhesusaffen oder einem Orang Utan. Neben der Porträtqualität ihrer Tieraufnahmen entfaltete der Band Zirkus von 1930 die erzählerische Qualität von Walthers Fotografien: Es sind keine Bilder von Darbietungen in der Manege, vielmehr beleuchten sie das Leben der Zirkusleute zwischen Proben, Dressur, Tierpflege und dem Ausbessern der Kostüme.
In den 1930er Jahren erschienen weitere Bildbände mit einem Fokus auf Kindern, teils wieder in Zusammenarbeit mit Paul Eipper. Daneben arbeitete sie als Modefotografin für Zeitschriften wie Die Dame, Berliner Illustrierte Zeitung und Der Silberspiegel. Fotografien wurden u. a. von der Monatszeitschrift Uhu veröffentlicht.
In ihrer Konzentration auf die Rolle der Frau als Mutter im Fotoband Mutter und Kind 1930 nahm Walther das Rollenbild des Nationalsozialismus vorweg. Während des Zweiten Weltkriegs arbeitete sie vorrangig als Gesellschaftsfotografin und erstellte im Rahmen des sogenannten Führerauftrags Monumentalmalerei Farbfotografien von Wandgemälden.
Nach 1945 lebte sie zunächst mit ihrer Tochter auf Sylt, wohin sie nach Kriegsende geflohen waren. In der Nachkriegszeit konnte sie als Porträt- und Modefotografin an ihre Erfolge der 1920er Jahre anknüpfen und betrieb bis 1960 ein Atelier in Berlin. Bis 1960 erschienen ihre Arbeiten in illustrierten Zeitschriften wie Film und Frau.

## Fotobände
- (mit Paul Eipper) Tiere sehen dich an. D. Reimer, Berlin 1928.
- (mit Paul Eipper) Menschenkinder. D. Reimer, Berlin 1930.
- (mit Paul Eipper) Tierkinder. D. Reimer, Berlin 1929.
- Mutter und Kind. 48 Bildnisstudien. Einleitung von Ina von Kardorff. D. Reimer, Berlin 1930.
- Mein Hundebuch. 48 Bildnisstudien. Einleitung von Manfred Georg. D. Reimer, Berlin 1931.
- (mit Paul Eipper) Freundschaft mit Katzen. D. Reimer, Berlin 1931.
- Geh mit mir! 64 Lichtbilder und einige Anregungen für Freunde der Kamera. D. Reimer, Berlin 1934.
- Big Cats and little cats. Routledge & Sons, London 1934.
- Kinderspaziergang. Bruckmann, München 1937.

## Sammlung
In der Sammlung des Museums für Kunst und Gewerbe Hamburg befinden sich rund 85 Aufnahmen, die seit den 1980er Jahren als Schenkungen u. a. des Bildarchivs Preußischer Kulturbesitz, Fritz Kempe und als Ankäufe von einer Privatperson in die Sammlung gekommen sind.

## Ausstellungen
- ReVision – Fotografie im MK&G, Museum für Kunst und Gewerbe Hamburg, 21.12.2016 – 17.4.2017.[4]
- Wiki Women – Wissen gemeinsam ergänzen, Museum für Kunst und Gewerbe Hamburg, 12.10.2023–28.04.2024.[5]